# Fire friheder
|  | For artiklen om de fire globale friheder se de fire friheder |
De Fire Friheder er en samlet betegnelse for de mål, som Den Europæiske Unions indre marked har til formål at realisere for derved at forøge konkurrencen, stordriftsfordelene, specialiseringen, investeringerne samt sikre et mere hensigtsmæssigt ressourceforbrug.
Inden for det indre marked er det således meningen, at der skal være fri bevægelighed over medlemsstaternes territorialgrænser for:
- Arbejdskraft
- Varer
- Tjenesteydelser
- Kapital